# コルセローラ山脈
コルセローラ山脈（ーさんみゃく、Serra de Collserola、カタルーニャ語発音: [ˈsɛrə ðə ˌkɔʎsəˈɾɔlə]) は、ベソス川とリョブレガト川の間に位置する山脈である。
面積は約11,000ha。カタルーニャ海岸山脈の一部。

## 解説
これらの山々はバルセロナとヴァレス平原を隔てており、最も高い山はティビダボ山で、標高 512 メートル。その他の主な山頂は、トゥロ・デル・プイグ、プイグ・ド・オロルダ、トゥロ・デ・バルダウラ、トゥロ・デ・ラ・マガローラ、プイグ・ドッサ、プイグ・マドローナ。 リョブレガト川とベソス川の渓谷、バルセロナ平野、バリェス盆地がコルセローラ山塊の地理的境界を形成している。
この山脈には地中海の自然環境が幅広く含まれ、主に低層植生の森林とともに多様な動物相が生息している。地中海の森のほぼすべての動物種が存在する。

## コルセロラ・パーク

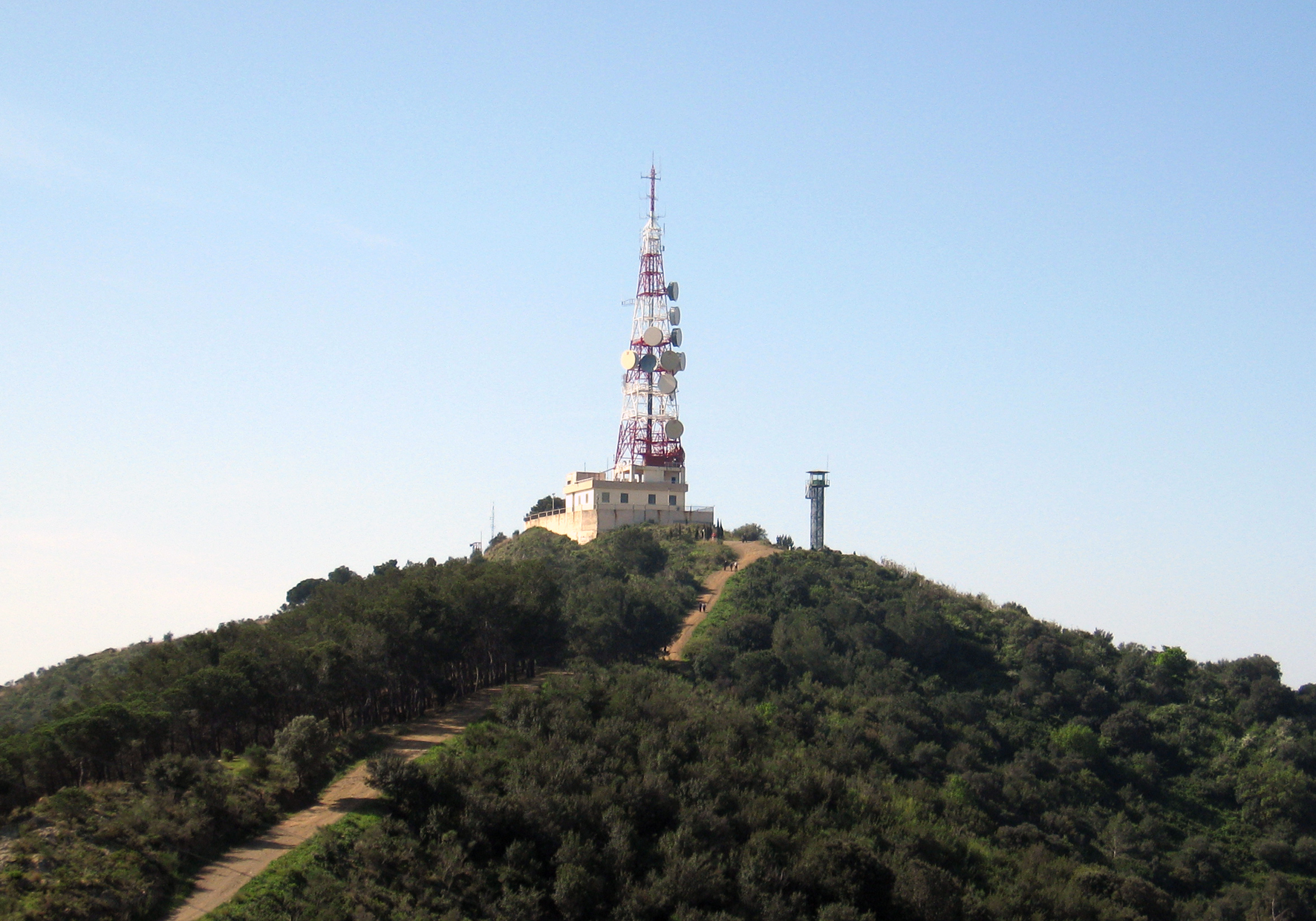
プイグ・ドッサまたはコルセローラ山脈のサン・ペレ・マルティール山

## 動物相
コルセローラ山脈には、地中海カメ、数種のヘビ、ヒキガエル、イモリ、カエル、サンショウウオが生息している。イノシシ、キツネ、アナグマ、リスなどの哺乳類も豊富に生息している。中でも鳥類が際立っており、130種にのぼる。ミズナギドリ、カワラヒワ、ハト、ハイタカ、クロウタドリが多数生息している。